# Cryphaea gracilis
Cryphaea gracilis là một loài rêu trong họ Cryphaeaceae. Loài này được Mitt. mô tả khoa học đầu tiên năm 1873.